# Chapelle Sainte-Magdeleine de Saint-Saturnin
Pour les articles homonymes, voir Chapelle Sainte-Madeleine.
La chapelle Sainte-Magdeleine, ou chapelle Sainte-Madeleine, est un ancien édifice religieux catholique située à Saint-Saturnin, en France.
Elle fait l'objet d'une protection au titre des monuments historiques.

## Localisation
La chapelle Sainte-Magdeleine est située en Auvergne, dans le département du Puy-de-Dôme, au cœur du village de Saint-Saturnin, juste au chevet de l'église Notre-Dame.

## Historique
La chapelle est dédiée à sainte Madeleine, disciple de Jésus.
Sa construction, de style roman, antérieure à celle de l'église Notre-Dame, remonterait au XIe siècle,.
Lors de la guerre de Cent Ans, au XVe siècle, son abside a été rehaussée et transformée en tour, intégrée à l'enceinte de la ville,.
Elle devient maison d'habitation, puis école au milieu du XIXe siècle.
Le 9 août 1929, la chapelle est classée dans son intégralité au titre des monuments historiques, y compris la porte de l'ancien cimetière qui lui est contigu.
Propriété de la commune de Saint-Saturnin, elle a été aménagée en salle pour des expositions.

## Architecture
Son plan est très simple avec une nef d'une seule travée, et un chœur dont le plafond est voûté en cul-de-four. Celui-ci est surmonté d'une tour semi-circulaire s'appuyant sur les vestiges d'un ancien campanile, montrant encore deux arcs et un chapiteau.
Attenant à la chapelle, un ancien cimetière est transformé en jardin public. La porte d'accès présente un linteau gravé où l'on peut lire « nous avons esté comme vous un iour vous serés comme nous pensés y bien 1668 ».

## Galerie de photos

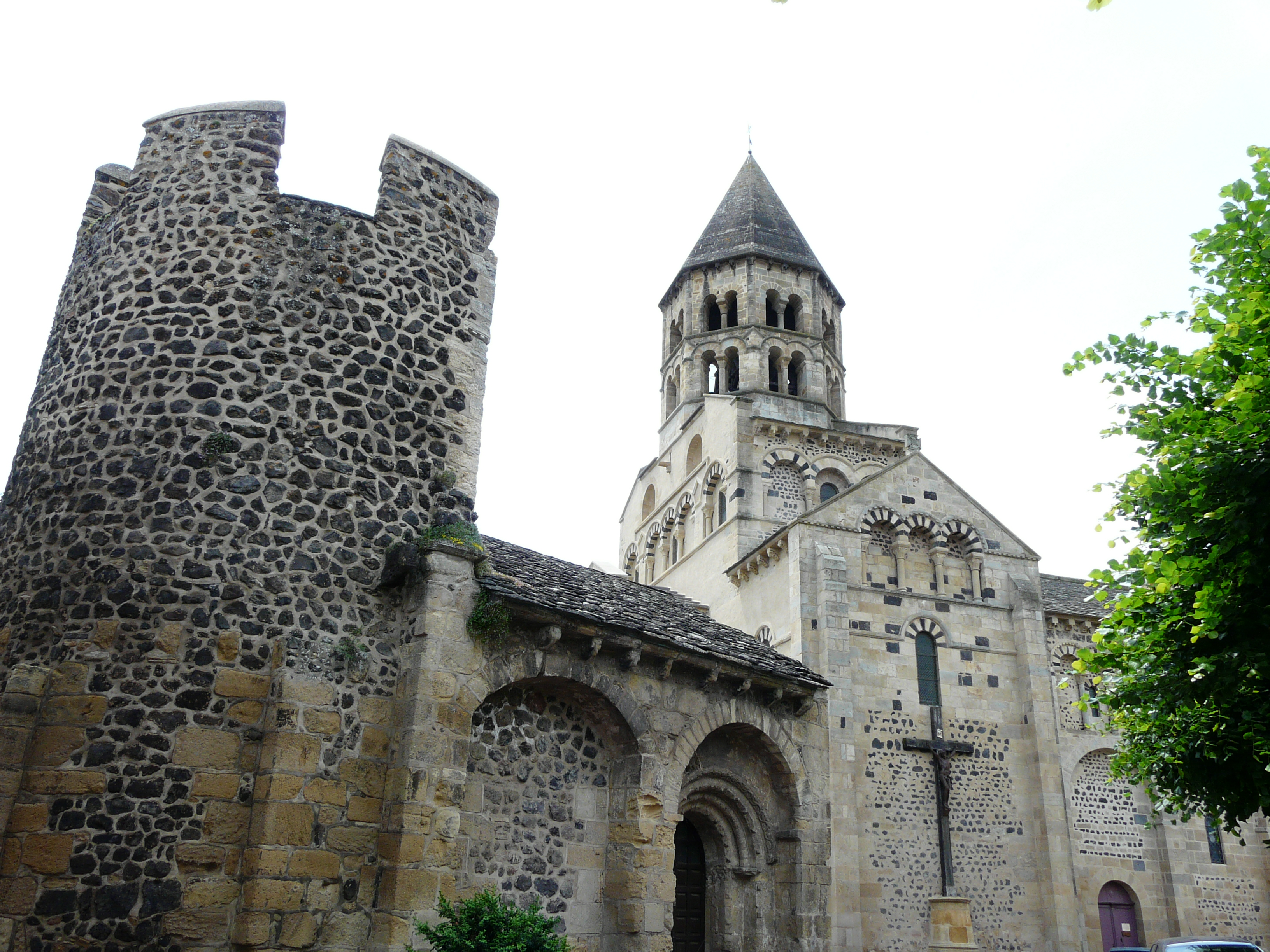
La chapelle et l'église.
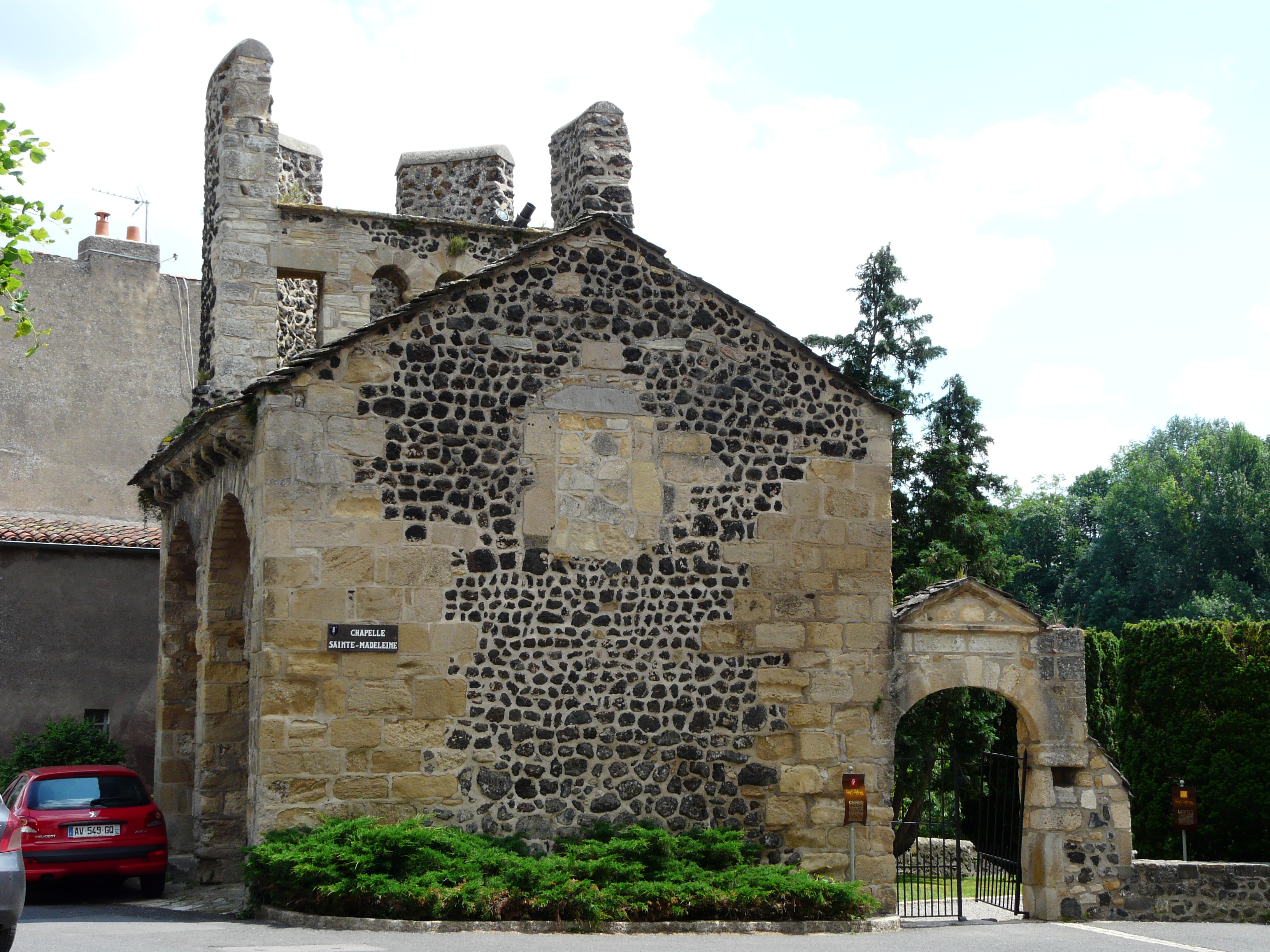
La chapelle et l'entrée de l'ancien cimetière sur la droite.
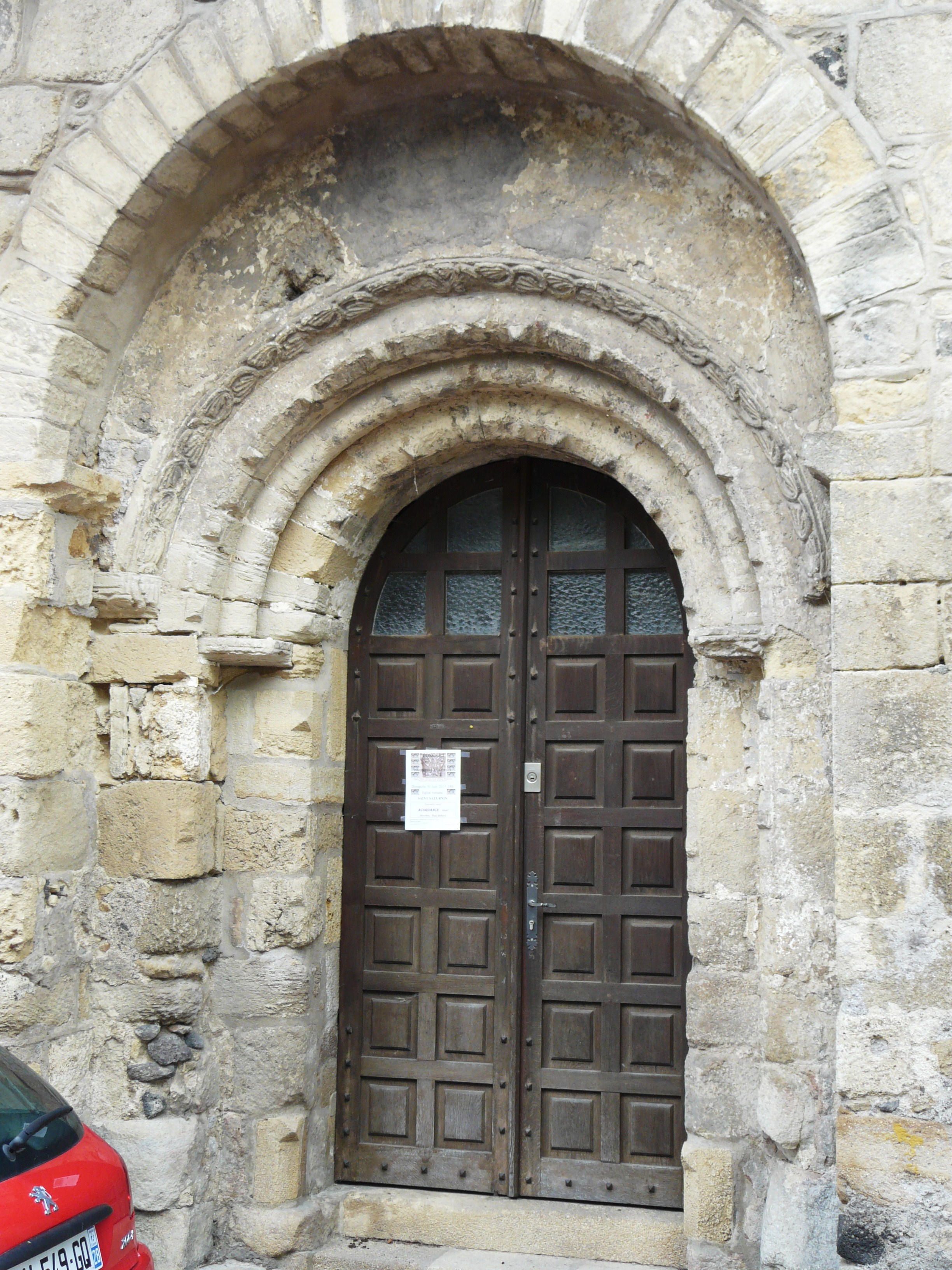
Le portail de la chapelle.
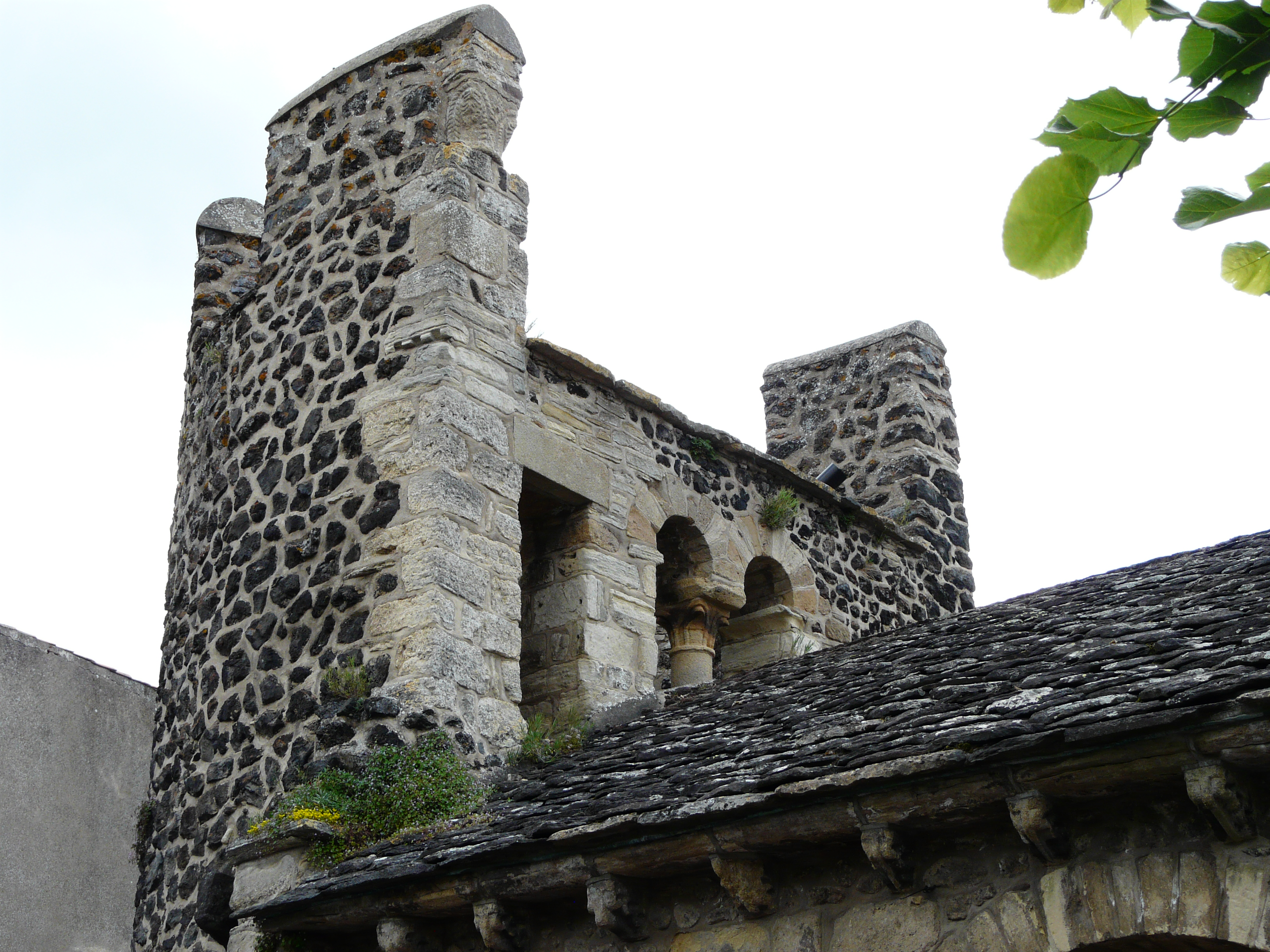
La tour de défense.
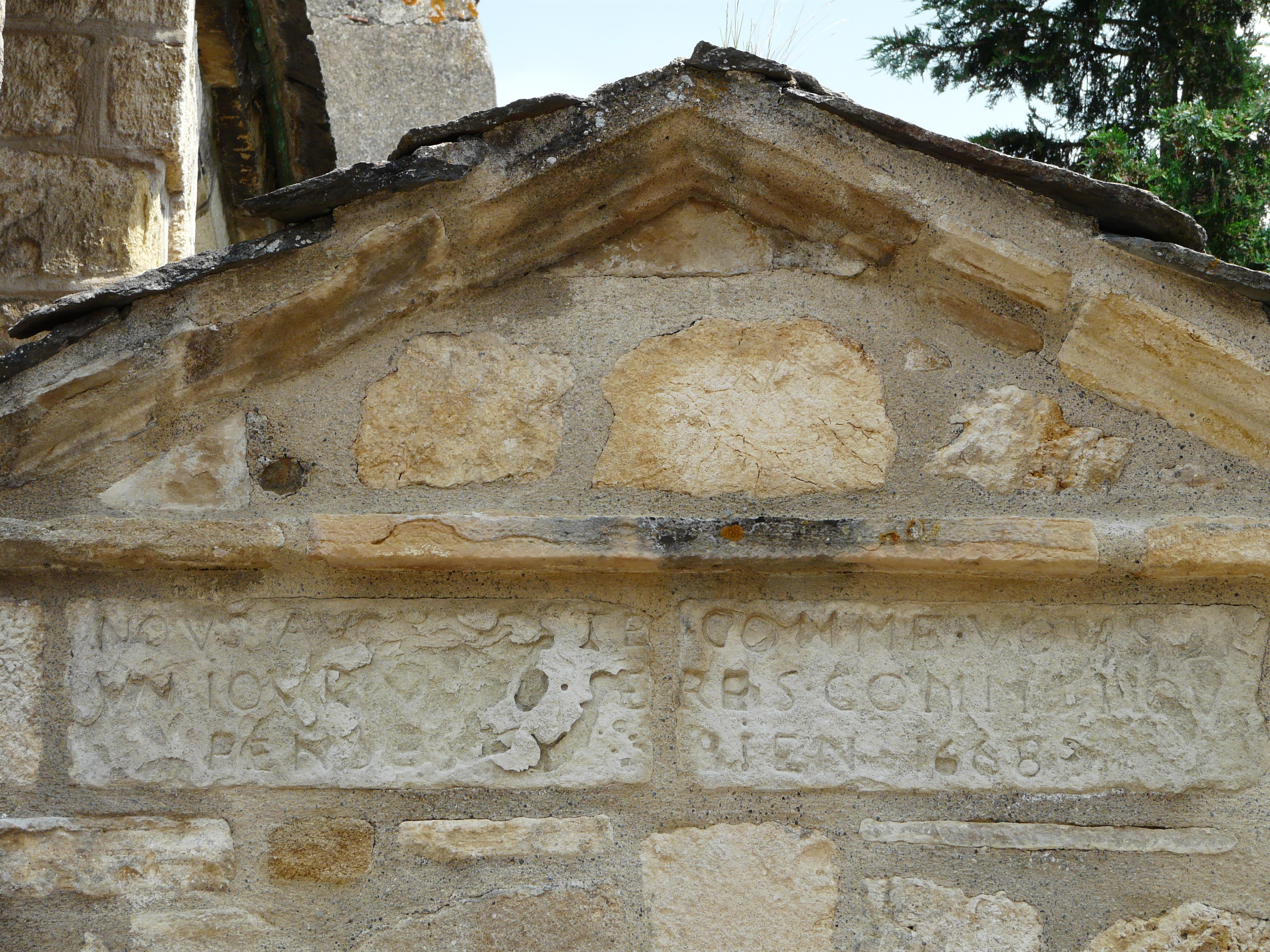
Le linteau gravé de la porte de l'ancien cimetière.